# Jerry Rawlings
Jerry John Rawlings (22. června 1947 Akkra – 12. listopadu 2020) byl kapitán válečného letectva (ve výslužbě), vykonával opakovaně funkci hlavy státu Ghanské republiky. Se svou manželkou Nanou Konadu Agyeman-Rawlingsovou měl 4 děti.

## Mládí a počátky vojenské kariéry
Rawlings se narodil do etnicky smíšeného manželství Ghaňanky z Voltské oblasti a Skota. Kvůli kázeňským prohřeškům dokončil střední školu bez maturitního vysvědčení. V roce 1967 se stal žákem vojenské školy a následně byl vybrán na Ghanskou vojenskou akademii.
V březnu 1968 byl převelen do Takoradi, kde pokračoval ve svých studiích, aby se v lednu 1969 stal důstojníkem Ghanského letectva. Do hodnosti nadporučíka byl povýšen v dubnu 1978.
Jerry Rawlings si postupně uvědomoval vnitřní rozklad Ghanských vojenských sil doprovázený rozsáhlou korupcí uvnitř Nejvyššího vojenského výboru. Navíc se ve větší míře začal zabývat otázkou nerovností v ghanské společnosti.
Dne 28. května 1979 byl Rawlings společně se šesti dalšími osobami zatčen a postaven před válečný soud s obviněním z vedení vzpoury mladších důstojníků z 15. května t.r. Jeho výpověď, v níž se odvolával na všeobecně zakořeněnou společenskou nerovnost, jež ho přiměla jednat v tomto duchu, měla velký ohlas u ghanské veřejnosti i v řadách vojska.

## První vojenský převrat
Dne 4. června 1979, kdy měl opět stanout před soudem, se Rawlingsovi podařilo uprchnout z vazby. Ve spolupráci s dalšími vojáky i civilisty uskutečnil krvavý státní převrat, který svrhl Nejvyšší vojenský výbor a nahradil jej Revolučním výborem vojenských sil. Rawlings nařídil popravu několika minulých vojenských diktátorů: Ignatius Kutu Acheamphong, Akwasi Afrifa a Fred Akuffo. Popraveno bylo i 5 dalších generálů: Joy Amedume, Boakye, Roger Felli, Kotei a Utuka.

## Vyznamenání
- čestný člen Řádu Jamajky – Jamajka[2]
- Řád José Martího – Kuba, 1984[3][4]
- velkokříž Řádu dobré naděje – Jihoafrická republika, 1998[5]